# 청주 곽예 신도비
청주 곽예 신도비는 충청북도 청주시 상당구에 있다. 2015년 4월 17일 청주시의 향토유적 제48호로 지정되었다.

## 개요
고려 후기 문신인 연담공 곽예의 생애와 업적을 기록한 비석이다.